# 台灣寶貝狗協會
台灣寶貝狗協會，（英語：Precious Dogs Association），簡稱PDA，成立於2008年，由理事長劉素芳組成的非營利組織，成立動機緣起為降低流浪狗數量。寶貝狗協會並非收容所，也不以悲情憐憫作為訴求，專注於教育宣導飼養犬隻的『條件』與『責任』，以達到兼具治標治本之目的。

## 生命教育
寶貝狗協會致力於生命教育，目前的重心在於12歲以下學童為主，透過協會編撰的生命教育教材，例如『寶貝狗歷險記』，強調人與犬之間的互動，教導未來的主人翁，正確的對待與尊重生命。2011年第一季，舉辦『狗狗心事』公益講座，其目的是希望透過專家的說明，降低人犬之間的誤會，避免因行為問題而遭受遺棄的犬隻。2011年八月與飛碟電台合作，提供30則狗狗最常見的問題與解答，幫助飼主在飼養上觀念的建立。

## 養狗前的六大條件
1. 居家環境：尊重鄰居或社區大樓的規定，能維護環境整潔。[6]
2. 居住空間：具備合適的活動空間及清潔的狗窩。
3. 親友感受：獲得家人同意並可以在必要時協助照顧。
4. 時間付出：提供每日食物飲水、基本訓練與互動。
5. 耐心責任：學習養育的正確態度知識，以愛與體諒來了解牠。
6. 經費準備：預防針、每月心絲蟲、防跳蚤藥劑、疾病醫療的支出預算。

## 養狗後的六大責任
1. 領養：以領養代替購買，紓解流浪犬的惡性循環。
2. 教育：以獎勵代替打罵，學習了解牠的行為語言。
3. 衛生：環境清潔好習慣，遛狗繫狗鍊隨手清狗便。
4. 醫療：寵物登記植晶片，每月心絲蟲與防蚤藥劑。
5. 休閒：人犬互動樂趣多，適度運動有助身心健康。
6. 死亡：生老病死總有時，關愛牠不離不棄是王道。

## 外部連結
- 台灣寶貝狗協會協會 （页面存档备份，存于）

## 註解
1. ↑  . New98. 2011-06-04. （原始内容存档于2016-09-24） （中文（繁體））.
2. ↑  PreciousDogsAssociat. . PDA. 2011-06-27. （原始内容存档于2019-05-25） （中文（繁體））.
3. ↑  謝佳君. . 自由時報. 2011-03-25. （原始内容存档于2011-04-01） （中文（繁體））.
4. ↑  台灣立報. . 台灣立報. 2011-01-03 （中文（繁體））.[永久]
5. ↑  Staff Writer, with CNA. . Taipei Times. 2011-01-08. （原始内容存档于2019-08-09） （英语）.
6. ↑  自由時報. . 林相美. 2011-07-24. （原始内容存档于2011-07-23） （中文（繁體））.